# 科帕尼 (第聶伯羅彼得羅夫斯克州)
48°13′11″N 36°19′2″E / 48.21972°N 36.31722°E
科帕尼（羅馬化：Kopani）是烏克蘭的村落，位於該國中部第聶伯羅彼得羅夫斯克州，由錫內利尼科韋區負責管轄，處於恰普利納河右岸，分別距離澤萊納羅夏2公里和澤列尼蓋2.5公里，2001年人口256。